# Султанова, Рауза Рифкатовна
Рауза Рифкатовна Султанова (тат. Рауза Рифкать кызы Солтанова; род. 15 сентября 1958, Тюково, Актанышский район, Татарская АССР, РСФСР, СССР) — советский и российский искусствовед, специалист по татарскому искусству и сценографии. Доктор искусствоведения (2018). Заслуженный деятель искусств Республики Татарстан (2010).

## Биография
Рауза Рифкатовна Султанова родилась 15 сентября 1958 года в крестьянской семье в деревне Тюково Актанышского района Татарской АССР.
В 1978 году окончила Мензелинское педагогическое училище, после чего уехала в Казань и поступила на отделение русского языка и литературы историко-филологического факультета Казанского государственного университета имени В. И. Ульянова-Ленина. По окончании университета в 1983 году переехала в Набережные Челны, где работала учителем русского языка и литературы в средней школе № 38, затем был инструктором Автозаводского районного комитета ВЛКСМ (1984—1988), ответственным секрётарём организации общества «Знание» Автозаводского района (1988—1990), инструктором идеологического отдела Автозаводского районного комитета КПСС (1990—1991).
В 1991 году заочно окончила немецкий факультет Нижегородского института иностранных языков имени Н. А. Добролюбова, после чего была научным сотрудником Набережночелнинской картинной галереи (1991—1994). В 1994 году поступила на работу в Институт языка, литературы и искусства имени Г. Ибрагимова Академии наук Республики Татарстан, была младшим и старшим научным сотрудником, одновременно в 1995—1996 годах работал научным сотрудником Национального культурного центра «Казань», а в 1998 году заочно окончила аспирантуру по специальности «изобразительное и декоративно-прикладное искусство, архитектура».
В 2000 году получила учёную степень кандидата искусствоведения, защитив в Научно-исследовательском институте теории и истории изобразительных искусств Российской академии художеств в Москве диссертацию на тему «Тенденции развития изобразительного искусства в новых промышленных городах Республики Татарстан (1960—1990 гг.)» под научным руководством Д. К. Валеевой. С 2007 года является заведующей отделом изобразительного и декоративно-прикладного искусства ИЯЛИ имени Г. Ибрагимова, берущего начало от отдела искусстведения, созданного Ф. Х. Валеевым. В 2018 году стала доктором искусстведения, защитив диссертацию «Сценография татарского театра: основные этапы и закономерности развития (ХХ — нач. XXI вв.)» в Московской государственной художественно-промышленной академии имени С. Г. Строганова.
Является членом научного совета ИЯЛИ, членом коллегии критиков и экспертного совета по присуждению грантов министерства культуры Республики Татарстан, при котором также состоит в художественно-экспертном совете. Подготовила ряд кандидатов наук, в числе которых — О. Л. Улемнова («Искусство графики Татарстана 1920—30-х годов», 2005), Т. Н. Кривошеева («Скульптура Татарстана: истоки, становление, традиции», 2010), Л. Н. Донина («Татарский костюм в театре: проблемы интерпретации и реконструкции», 2010), Д. Д. Хисамова («Художественные процессы в монументальной скульптуре Татарстана XX — начала XXI века», 2012), Ф. Г. Вагапова («Становление искусства татарской рукописной и печатной книги XVII — начала XX вв: стилистика и символика», 2015), Л. М. Шкляева («Народное искусство резьбы по дереву у татар Среднего Поволжья середины XX-XXI в.: семантика и стилевые особенности», 2017).

## Очерк творчества
Член Ассоциации искусствоведов (1997), Союза художников (2003) и Союза театральных деятелей в Республике Татарстан (2003). Специализируется на проблемам изобразительного и декоративно-прикладного искусства, художественного образования, на сценографии Татарстана и тюркского мира. Является автором ряда монографий и альбомов, каталогов художественных выставок, множества статей в научных изданиях и журналах, научно-популярных публикаций в периодической печати. Труды Султановой посвящены анализу творчества ряда современных деятелей татарстанского искусства, в их числе — И. М. Ханов, С. Г. Скоморохов, П. Н. Исанбет, Р. М. Вахитов, Т. Г. Еникеев, З. Ф. Гимаев, О. А. Кульпин. Участвует в научных экспедициях для изучения татарского народного творчества, является организатором ряда художественных выставок.
Книга «Искусство новых городов Республики Татарстан» (2001) стала первым исследованием изобразительного искусства таких промышленных городов Татарстана, как Альметьевск, Бугульма, Зеленодольск, Лениногорск, Набережные Челны, Нижнекамск,
Елабуга). Соединив искусствоведческий, культурологический и социологический подходы, Султанова описала основные этапы становления и развития всех видов и жанров художественного творчества, выявив ведущие тенденции и национальное своеобразие в разных этапах и стилях. По словам А. Б. Файнберга, данная работа показала, что искусствоведческом небосклоне взошла звезда в лице Султановой, которая своим глубоким и тщательным исследованием, научным стилем изложения в сочетании с доступностью для читателя восполнила существенный пробел в искусствоведении новейшего времени.
Работа «Сценография татарского театра: основные этапы и закономерности развития (ХХ — нач. XXI в.)» (2018) является первым фундаментальным исследованием сценографии татарского театра, имеющим существенное теоретическое и практическое значение. Как указывала Т. Г. Малинина, в этом труде Султанова вывела изучение театрального искусства Татарстана на новый качественный уровень, изучив обширный корпус архивных документов и материалов, выявив закономерности развития татарской сценографии и эволюцию творчества наиболее ярких мастеров, в том числе современных, в чём выступила подлинным новатором. Учитывая, что театральная жизнь Татарстана крайне разнообразна и насыщенна, Султанова проследила развитие сценографии татарского театра за весь исторический период её существования, не имея предшественников в этой области искусствоведения.

## Награды
- Почётное звание «Заслуженный деятель искусств Республики Татарстан» (2010 год) — за достойный вклад в развитие искусствоведения и художественной культуры Республики Татарстан[4][17].
- Премия «Театральный роман» (2020 год) — за книгу «Сценография татарского театра: основные этапы, закономерности»[18].
- Премия имени Баки Урманче в номинации «Искусствоведение» (2012 год) — за серию статей и очерков (альбом «Рифкат Вахитов»)[19].
- Премия имени Баки Урманче в номинации «Искусствоведение» (2005 год) — за научные работы в области искусства[20]
- Премия имени Дамира Сиразиева[тат.] (2008 год)[21].

## Личная жизнь
Жила в фактическом браке со скульптором И. М. Хановым (1940—2013), была его помощницей и поддержкой во всех творческих начинаниях, ныне уделяет значительное внимание увековечению памяти и сохранению художественного наследия своего мужа.